# Lussagnet-Lusson
Lussagnet-Lusson – miejscowość i gmina we Francji, w regionie Nowa Akwitania, w departamencie Pireneje Atlantyckie.
Według danych na rok 1990 gminę zamieszkiwały 132 osoby, a gęstość zaludnienia wynosiła 20 osób/km² (wśród 2290 gmin Akwitanii Lussagnet-Lusson plasuje się na 1044. miejscu pod względem liczby ludności, natomiast pod względem powierzchni na miejscu 1311.).